# Кубок Таїланду з футболу 2019
Кубок Таїланду з футболу 2019 — 27-й розіграш кубкового футбольного турніру в Таїланді. Титул вдруге здобув Порт.

## Календар
| Раунд                 | Дата             | Матчі | Клуби    |
| --------------------- | ---------------- | ----- | -------- |
| Кваліфікаційний раунд | 27 березня 2019  | 36    | 100 → 64 |
| 1/32 фіналу           | 1 травня 2019    | 32    | 64 → 32  |
| 1/16 фіналу           | 19 червня 2019   | 16    | 32 → 16  |
| 1/8 фіналу            | 17 липня 2019    | 8     | 16 → 8   |
| 1/4 фіналу            | 7 серпня 2019    | 4     | 8 → 4    |
| 1/2 фіналу            | 18 вересня 2019  | 2     | 4 → 2    |
| Фінал                 | 2 листопада 2019 | 1     | 2 → 1    |

## 1/8 фіналу
| Команда 1               | Рахунок | Команда 2           |
| ----------------------- | ------- | ------------------- |
| 17 липня 2019           |         |                     |
| Банкхай Юнайтед (4)     | 1:4     | Трат                |
| Накхонсі Юнайтед (3)    | 0:2     | Ратчабурі           |
| Бурірам Юнайтед         | 5:0     | Районг (2)          |
| Накхонратчасіма Мазда   | 4:0     | Сурат Тані Сіті (4) |
| МОФ Кастомс Юнайтед (2) | 1:4     | Чіанграй Юнайтед    |
| Тай Хонда (2)           | 3:2     | Самут Пракан Сіті   |
| Бангкок Юнайтед         | 3:1     | Полісе Теро (2)     |
| Муанг Тонг Юнайтед      | 0:2     | Порт                |

## 1/4 фіналу
| Команда 1             | Рахунок      | Команда 2        |
| --------------------- | ------------ | ---------------- |
| 7 серпня 2019         |              |                  |
| Трат                  | 2:2 пен. 4:5 | Бурірам Юнайтед  |
| Накхонратчасіма Мазда | 0:1 дч       | Бангкок Юнайтед  |
| Порт                  | 3:2          | Чіанграй Юнайтед |
| Ратчабурі             | 3:1          | Тай Хонда (2)    |

## 1/2 фіналу
| Команда 1       | Рахунок      | Команда 2       |
| --------------- | ------------ | --------------- |
| 18 вересня 2019 |              |                 |
| Бангкок Юнайтед | 0:0 пен. 4:5 | Порт            |
| Ратчабурі       | 2:1          | Бурірам Юнайтед |

## Фінал
| 2 листопада 2019 14:00 (EEST) |

| Ратчабурі | 0:1      | Порт              |
| --------- | -------- | ----------------- |
|           | Протокол | Серхіо Суарес 48' |

| Лео Стедіум, Патхумтхані Глядачів: 6 848 Арбітр: Хайреаг Нгамсом |